# Đội tuyển bóng chuyền nam quốc gia Tunisia
Đội tuyển bóng chuyền nam quốc gia Tunisia là đội bóng đại diện cho Tunisia tại các cuộc thi tranh giải và trận đấu giao hữu bóng chuyền nam ở phạm vi quốc tế.

## Đội hình
Dưới đây là danh sách các thành viên đội tuyển nam quốc gia Tunisia tham dự giải World League 2017.
Huấn luyện viên chính:  Antonio Giacobbe
| Stt. | Tên                           | Ngày sinh            | Chiều cao           | Cân nặng       | Nhảy đập        | Nhảy chắn       | Câu lạc bộ năm 2016–17 |
| ---- | ----------------------------- | -------------------- | ------------------- | -------------- | --------------- | --------------- | ---------------------- |
| 1    | Tayeb Korbosli                | 5 tháng 6 năm 1993   | 1,88 m (6 ft 2 in)  | 75 kg (165 lb) | 280 cm (110 in) | 270 cm (110 in) | Espérance de Tunis     |
| 2    | Ahmed Kadhi                   | 19 tháng 4 năm 1989  | 1,99 m (6 ft 6 in)  | 99 kg (218 lb) | 345 cm (136 in) | 318 cm (125 in) | Étoile du Sahel        |
| 5    | Wassim Ben Tara               | 3 tháng 8 năm 1996   | 1,99 m (6 ft 6 in)  | 87 kg (192 lb) | 340 cm (130 in) | 320 cm (130 in) | Chaumont 52            |
| 6    | Mohamed Ali Ben Othmen Miladi | 12 tháng 5 năm 1991  | 1,88 m (6 ft 2 in)  | 73 kg (161 lb) | 315 cm (124 in) | 289 cm (114 in) | Espérance de Tunis     |
| 7    | Elyes Karamosli               | 22 tháng 8 năm 1989  | 1,98 m (6 ft 6 in)  | 99 kg (218 lb) | 345 cm (136 in) | 320 cm (130 in) | Espérance de Tunis     |
| 8    | Nabil Miladi                  | 28 tháng 2 năm 1988  | 1,96 m (6 ft 5 in)  | 73 kg (161 lb) | 355 cm (140 in) | 330 cm (130 in) | Espérance de Tunis     |
| 9    | Mahdi Ben Cheikh (C)          | 13 tháng 5 năm 1979  | 1,84 m (6 ft 0 in)  | 85 kg (187 lb) | 320 cm (130 in) | 305 cm (120 in) | Espérance de Tunis     |
| 10   | Hamza Nagga                   | 29 tháng 5 năm 1990  | 1,91 m (6 ft 3 in)  | 84 kg (185 lb) | 326 cm (128 in) | 311 cm (122 in) | Étoile du Sahel        |
| 11   | Ismaïl Moalla                 | 3 tháng 1 năm 1990   | 1,95 m (6 ft 5 in)  | 84 kg (185 lb) | 325 cm (128 in) | 308 cm (121 in) | Fenerbahçe             |
| 12   | Anouer Taouerghi              | 17 tháng 8 năm 1983  | 1,78 m (5 ft 10 in) | 74 kg (163 lb) | 302 cm (119 in) | 292 cm (115 in) | Étoile du Sahel        |
| 13   | Elyes Garfi                   | 8 tháng 6 năm 1993   | 2,02 m (6 ft 8 in)  | 90 kg (200 lb) | 350 cm (140 in) | 340 cm (130 in) | Espérance de Tunis     |
| 14   | Bilel Ben Hassine             | 22 tháng 6 năm 1983  | 1,95 m (6 ft 5 in)  | 88 kg (194 lb) | 330 cm (130 in) | 315 cm (124 in) | Espérance de Tunis     |
| 15   | Hichem Kaabi                  | 13 tháng 9 năm 1986  | 1,94 m (6 ft 4 in)  | 84 kg (185 lb) | 360 cm (140 in) | 345 cm (136 in) | Espérance de Tunis     |
| 16   | Khaled Ben Slimene            | 14 tháng 12 năm 1994 | 1,93 m (6 ft 4 in)  | 78 kg (172 lb) | 290 cm (110 in) | 285 cm (112 in) | Espérance de Tunis     |
| 17   | Chokri Jouini                 | 25 tháng 4 năm 1989  | 1,96 m (6 ft 5 in)  | 72 kg (159 lb) | 355 cm (140 in) | 330 cm (130 in) | Espérance de Tunis     |
| 18   | Amen Allah Hmissi             | 6 tháng 4 năm 1988   | 1,80 m (5 ft 11 in) | 78 kg (172 lb) | 310 cm (120 in) | 295 cm (116 in) | Étoile du Sahel        |
| 19   | Saddem Hmissi                 | 16 tháng 2 năm 1991  | 1,86 m (6 ft 1 in)  | 75 kg (165 lb) | 312 cm (123 in) | 285 cm (112 in) | Espérance de Tunis     |
| 20   | Omar Agrebi                   | 26 tháng 8 năm 1992  | 2,05 m (6 ft 9 in)  | 82 kg (181 lb) | 325 cm (128 in) | 310 cm (120 in) | Sfaxien                |
| 21   | Hakim Zouari                  | 28 tháng 3 năm 1988  | 1,97 m (6 ft 6 in)  | 97 kg (214 lb) | 330 cm (130 in) | 320 cm (130 in) | Sfaxien                |